# Karl von Hahn (Ethnograph)
Karl von Hahn (bis 1878 Karl Hahn; * 29. April 1848 in Friedrichstal bei Freudenstadt; † 16. August 1925 in Tiflis) war ein deutscher Forschungsreisender und Ethnograf.

## Leben
Karl Hahn war der Sohn eines Kassierers in einem Hüttenwerk, seine Mutter war eine geborene von Gross. Er studierte von 1866 bis 1870 Theologie und Philologie in Tübingen und absolvierte sein Vikariat in Brenz und Reichenbach. Er war Mitglied der Verbindung Normannia Tübingen.
Am Krieg 1870/71 nahm er als Krankenpfleger teil. 1872 ging er nach Tiflis, wo er ab 1874 am deutschsprachigen ersten klassischen Gymnasium sowie an anderen höheren Schulen unterrichtete. Im Russisch-Osmanischen Krieg 1877/78 war er Bevollmächtigter des Roten Kreuzes. Etwa 1878 wurde er in den russischen Adelsstand erhoben. In Tiflis beschäftigte er sich intensiv mit dem Kaukasus und hatte engen Kontakt zum Gründer des kaukasischen Museums Gustav Radde. Ab 1888 unternahm er jährlich ausgedehnte Forschungsreisen in den Großen Kaukasus und in das armenische Hochland, unter anderem 1898 und 1902 in den dagestanischen Kaukasus. Seine Beobachtungen und Forschungsergebnisse im historischen, volks- und namenkundlichen wie auch biologischen und geologischen Bereich publizierte er in deutscher und russischer Sprache. Er schrieb die Biographie Raddes sowie 1924 das erste Lehrbuch der Geographie Georgiens. Als Pädagoge wurde er durch die russische Übersetzung der griechischen Hausmärchen von Gotthold Klee bekannt.
Hahn heiratete 1875 Helene Franken, die Tochter des deutschen Landschafts- und Genremalers Paul von Franken und der baltischen Malerin Helene Köber.
Nach Hahn ist die Karl-von-Hahn-Straße in seiner Heimatstadt Freudenstadt benannt.

## Schriften
- Aus dem Kaukasus, (Leipzig: Duncker and Humblot, 1892).